# Linia kolejowa Dole – Belfort
Linia kolejowa Dole – Belfort – francuska linia kolejowa w regionie Franche-Comté, o długości 141 km. Łączy Dole z Belfort i jest zarządzana przez Réseau ferré de France (RFF). W wykazie linii RFF, linia ma numer 852 000. Została wybudowana w latach 1856-1858.